# 신건설사 사건
신건설사 사건(新建設社事件)은 일제강점기에 일어난 문화운동 조직 사건이다. 제2차 카프 검거 사건이라고도 부른다.

## 극단 신건설
극단 신건설은 진보적 문예운동을 추구하는 조선프롤레타리아예술가동맹의 직속 연출극단이다. 1934년 신건설 창립작으로 에리히 레마르크의 소설 《서부 전선 이상 없다》를 제작하여 지방 순회 공연을 했다.

## 개요
1934년 신건설이 지방 공연 중일 때, 양성순이 지휘한 전북경찰서 고등계가 중심이 되어 신건설사 회원들을 대거 체포했다. 처음에는 금산에서 한 학생이 가지고 있던 신건설의 전단이 빌미가 되었고, 전북 지역을 시작으로 차츰 확대되어 경성부와 평안북도, 평양, 경기도 등지에서 남녀 약 70여 명이 체포되어 전주형무소에 수감되었다. 체포된 이들은 주로 학생, 교사, 기자, 배우 등 지식인들이었다.
한편 이 사건은 카프가 해체되는 계기가 되었다. 카프의 핵심 인물들이 체포되어 조직 활동이 불가능해진데다, 관련자들이 수사를 받고 있던 중에 고등계 경찰은 카프 간부들에게 해체를 지속적으로 지시했다. 이에 따라 카프는 자진 해체하였으며, 카프 가맹단체인 신건설사도 고등계의 지시를 받고 해체되었다. 활발하던 경향파 연극 활동도 이를 계기로 크게 위축되었다.

## 관련 인물
체포된 70여 명 가운데 핵심 인물인 23명이 추려져 1935년 10월에 기소되었다. 공판에 회부된 사람들은 다음과 같으며, 두달 후인 12월에 전원 불기소 집행유예로 풀났다. 이 가운데 김유영이라는 예명으로 잘 알려진 김영득은 이 사건으로 복역한 사실이 항일 문화운동으로 인한 것임을 인정받아 대한민국 국가보훈처로부터 건국훈장을 추서받았다.
| - 박영희 - 윤기정 - 이기영 - 한설야 - 박완식 - 송영 - 권환 - 이갑기 - 이상춘 - 백철 - 나웅 - 김영득 | - 이동규 - 추적양 - 석일양 - 최정희 - 이의백 - 정청산 - 변효식 - 김귀영 - 홍구 - 김형갑 - 김유협 |

## 같이 보기
- 조선프롤레타리아예술가동맹
- 제1차 카프 검거 사건

## 참고자료
- 친일반민족행위진상규명위원회 (2007년 12월). 〈양성순〉 (PDF). 《2007년도 조사보고서 II - 친일반민족행위결정이유서》. 서울. 1435~1443쪽쪽. 발간등록번호 11-1560010-0000002-10. [깨진 링크(과거 내용 찾기)]
- 김영득 : 독립유공자 공훈록 - 국가보훈처